# شقر (السدة)

تعديل مصدري - تعديل

شقر محلة تابعة لقرية مقولة، التابعة لعزلة الزعلاء بمديرية السدة إحدى مديريات محافظة إب في الجمهورية اليمنية.، بلغ تعداد سكانها 130 حسب تعداد اليمن لعام 2004.